# Fédération des Tonga de basket-ball
La Fédération des Tonga de basket-ball (Tonga National Basketball Association) est une association, fondée en 1987, chargée d'organiser, de diriger et de développer le basket-ball aux Tonga.
La Fédération représente le basket-ball auprès des pouvoirs publics ainsi qu'auprès des organismes sportifs nationaux et internationaux et, à ce titre, les Tonga dans les compétitions internationales. Elle défend également les intérêts moraux et matériels du basket-ball tongien. Elle est affiliée à la FIBA depuis 1987, ainsi qu'à la FIBA Océanie.
La Fédération organise également le championnat national.